# Orazio Mattei (Erzbischof)
Orazio Mattei (* 2. August 1724 in Avezzano; † zwischen 1787 und 1792) war ein italienischer Geistlicher und Kurienbischof.

## Leben
Orazio Mattei wurde 1724 in Avezzano geboren. Er entstammte dem römischen Adelsgeschlecht Mattei. Die Priesterweihe empfing er am 9. Juni 1759. 
Papst Clemens XIII. ernannte ihn am 28. September 1767 zum Titularerzbischof von Colossae. Der Papst selbst spendete ihm am 4. Oktober 1767 die Bischofsweihe; Mitkonsekratoren waren Scipione Borghese, Majordomus Seiner Heiligkeit, und Francesco Saverio de Zelada, Titularerzbischof von Petra in Palaestina. Er war bei mindestens 87 Bischofsweihen Mitkonsekrator.